# Thor (fusée)
Pour les articles homonymes, voir Thor (homonymie).

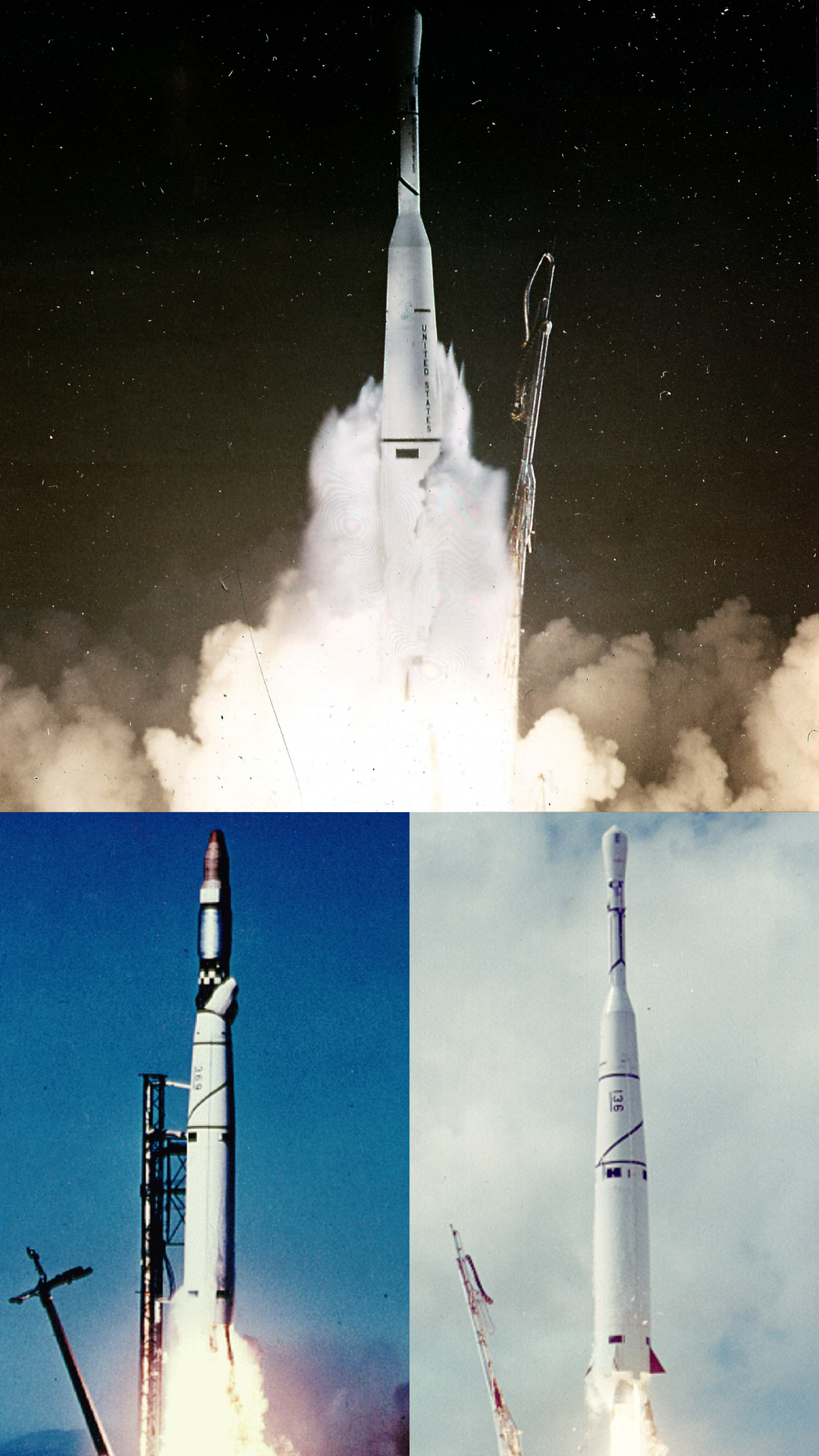
Des membres de la famille Thor : Thor-Delta (en haut), Thor-Agena (à gauche) et Thor-Able (à droite)

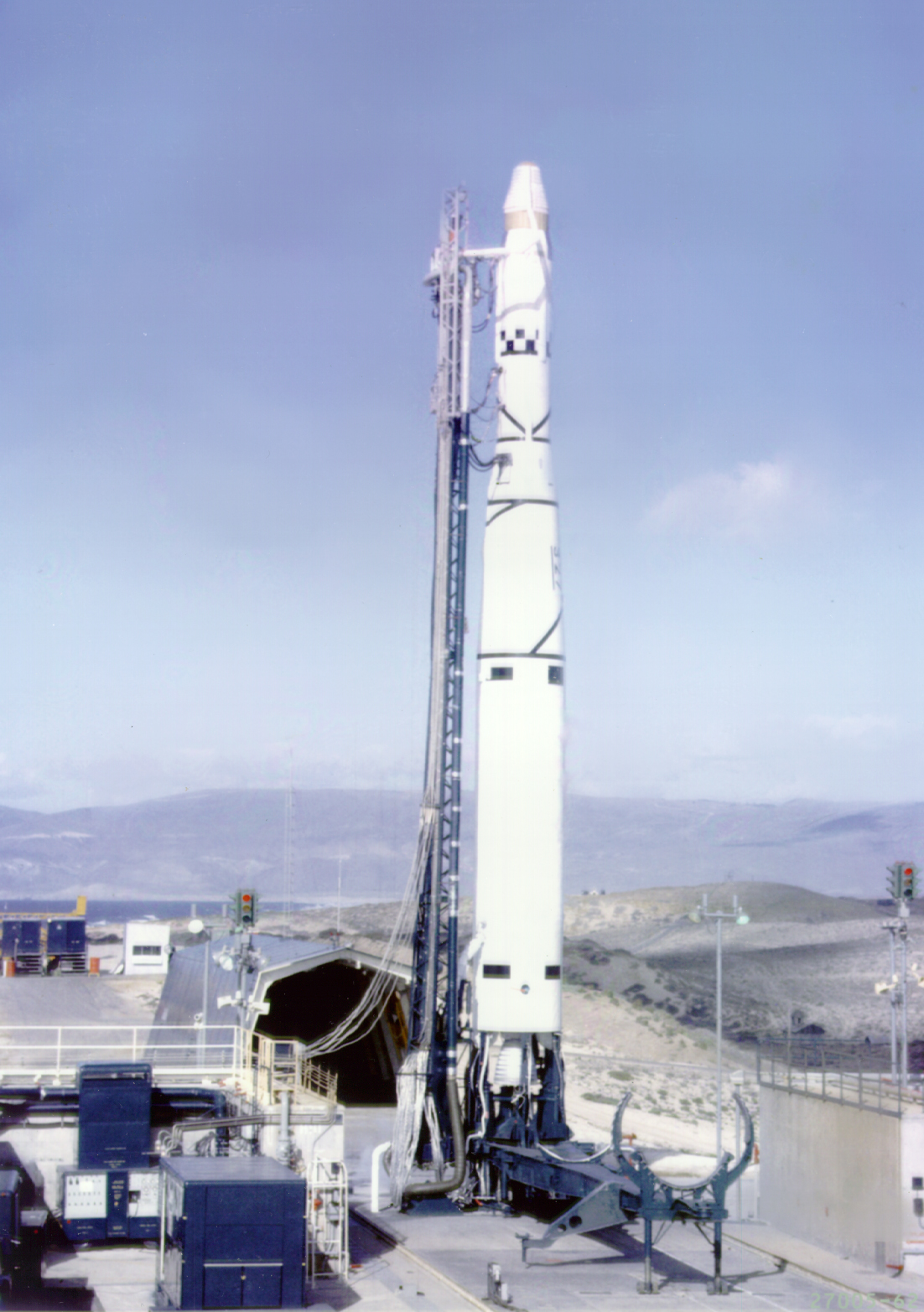
Le lanceur Thor-Agena B prêt à lancer Discoverer 37 le 13 janvier 1962.

Thor est une famille de lanceurs spatiaux américains développée à partir du missile balistique de portée intermédiaire PGM-17 Thor. Les différentes variantes de ce lanceur développé par la US Air Force, qui comprennent les Thor-Able, Thor-Ablestar, Thor-Agena, Thorad-Agena et Thor-Burner sont lancés près de 250 fois principalement pour lancer des satellites de reconnaissance. Les lanceurs Thor peuvent lancer de quelques centaines de kilogrammes à 1,5 tonne (dans les dernières versions) en orbite terrestre basse. Les derniers lanceurs de cette famille sont lancés en 1976. La Thor-Delta, variante de la Thor-Able, est par ailleurs à l'origine d'une large famille de lanceurs civils, les lanceurs Delta, dont les Delta II et IV, toujours en opération en 2018, constituent les ultimes représentants.

## Première version: le lanceur Thor-Able
Les premières missions du lanceur Thor doivent permettre de tester la rentrée dans l'atmosphère de l'ogive des missiles Atlas. Pour ces trois tests, Thor est surmonté d'un deuxième étage nommé Able. Le premier de ces tirs, qui a lieu le 23 avril 1958, est un échec à cause d'un problème de turbopompe du moteur-fusée. Les tentatives suivantes d'essai de l'ogive nucléaire ne sont pas concluantes. Lors de chacun de ces tirs, le lanceur Thor emmène une souris ; toutes meurent au cours des missions.
Le second étage Able devint Able I lorsqu'il est amélioré par l'ajout d'un étage Altair équipé d'un moteur-fusée à poudre X-248. Un lanceur Thor Able I tente le 17 août 1958 de lancer la sonde Pioneer 0, qui aurait dû se placer en orbite autour de la Lune et la photographier, mais un problème de turbopompe fait rater le tir.
Le 7 août 1959, un lanceur Thor-Able réussit à lancer Explorer 6, le premier satellite à transmettre au sol les images de la Terre prises en orbite.

## Le lanceur Thor-Ablestar
Ablestar est un lanceur à carburant liquide, à réservoirs d'ergols pressurisés par gaz. Il est utilisé comme dernier étage au lanceur Thor, permettant de meilleures performances. Le 13 avril 1960, un lanceur Thor-Ablestar lance Transit 1B, le premier satellite ayant prouvé la possibilité d'utiliser les satellites comme moyen de positionnement au sol. Le 22 juin de la même année, ce lanceur met en orbite le premier des satellites GRAB (en anglais : Galactic Radiation and Background) pour le compte de la US Navy. Ces satellites, embarquent alors, sous couvert d'études des radiations solaires, des appareils de détection des signaux des radars de la défense soviétique, ce qui en firent les premiers satellites espions fonctionnels, deux mois avant qu'une des missions Corona renvoie sur Terre son premier film. Le 29 juin 1961, l'étage Ablestar qui est utilisé pour lancer Transit 4A explose dans l'espace, créant 294 débris spatiaux visibles.

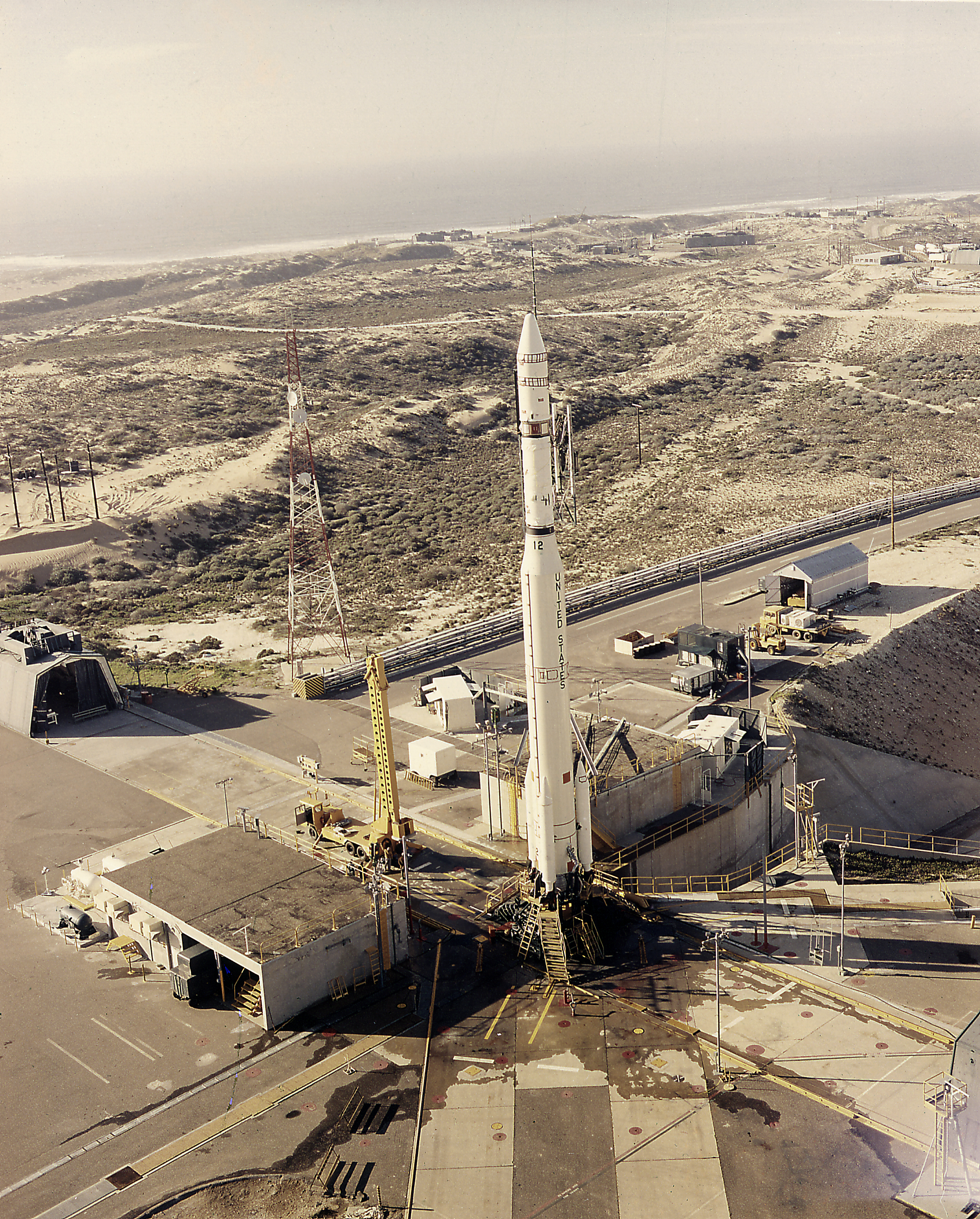
Le lanceur Thorad-Agena D contenant le satellite SERT-II, sur le pas de tir SLC-10 de la base de lancement de Vandenberg, en Californie.

## Le lanceur Thor-Agena
L'étage Agena conçu pour les besoins de la US Air Force est utilisé en tant que second étage sur un grand nombre d'exemplaires du lanceur. Trois versions (A, B, D) sont successivement utilisées. La version Thrust Augmented Thor (TAT) du lanceur Thor-Agena, est développée pour continuer à lancer les satellites Corona qui se font de plus en plus lourds. Elle utilise trois propulseurs d'appoint à poudre Castor qui ajoutent chacun une poussée de 236 kN au lanceur Thor initial. Le lanceur utilise des propulseurs d'appoint à poudre Castor dans les versions TAT :
- Thor-Agena A : 19 tirs dont 7 échecs entre 1959 et 1960 ;
- Thor-Agena B : 40 tirs dont 7 échecs entre 1959 et 1960 ;
- Thor-Agena D : 13 tirs dont 2 échecs entre 1962 et 1963 ;
- Thrust Augmented Thor (TAT)-Agena B : 3 tirs entre 1963 et 1966 ;
- Thrust Augmented Thor (TAT)-Agena D : 60 tirs dont 4 échecs entre 1963 et 1968.

Selon la version, le lanceur était capable d'envoyer des charges de 635  à   1 300 kilogrammes en orbite polaire à 185 kilomètres d'altitude.
De juin 1959 à mai 1963, Thor est l'étage principal utilisé par les lanceurs Thor-Agena utilisés pour les tirs des satellites Corona (aussi appelés Key Hole et Discoverer) sur la base de Vanderberg. Ces satellites sont les premiers satellites utilisés pour photographier principalement les territoires de l'Union soviétique et de la Chine. 

### Thorad: le lanceur Thor-Agena avec un étage Thor allongé
Le lanceur Thorad-Agena utilise un étage Thor allongé (en anglais : Long Tank Thor, LTT) associé à un second étage Agena D. Cette version capable de mettre en orbite basse 1 500 kg, est utilisée à 43 reprises (deux échecs) entre 1966 et 1972 pour lancer principalement des satellites de reconnaissance Corona. Les Thorad utilisent deux versions de propulseurs d'appoint Castor (2H et 2S).

## Le lanceur Thor-Delta version civile du lanceur Thor
La quatrième évolution du lanceur Thor est le lanceur Thor-Delta combinaison d'un étage Thor et d'une version de l'étage Able adaptée aux besoins de la NASA. Lancée pour la première fois en 1960, c'est le point de départ de la famille des lanceurs civils Delta dont les descendants (Delta II) sont toujours utilisés en 2018.

## Le lanceur Thor-Burner
Le lanceur Thor-Burner est une version composée d'un premier étage Thor surmonté d'un ou deux étages à propergol solide. Ce lanceur militaire est utilisé entre 1965 et 1980 pour placer en orbite les satellites météorologiques militaires DMSP de la US Air Force. Il est rapidement mis au point à partir de composants existants pour se substituer au lanceur Scout trop peu fiable. Cinq versions se succèdent avec une puissance croissante (150 à 500 kg en orbite polaire). Ce lanceur est lancé à 31 reprises (deux échecs totaux et deux échecs partiels). Pour tous les tirs sauf deux la charge utile est constituée par un satellite DSAP/DMSP.

## Principales caractéristiques techniques des versions du lanceur
|                             | Missile Thor       | Thor Able IV              | Thor-Agena A          | Thor Able-Star        | Thor Burner 2A               | Thor AT Agena D                | Thorad Agena D SLV2H           |
| --------------------------- | ------------------ | ------------------------- | --------------------- | --------------------- | ---------------------------- | ------------------------------ | ------------------------------ |
| Longueur                    | 19,8 m             | 27,0 m                    | 25,8 m                | 24,6 m                | 22,9 m                       | 29,3 m                         | 33,4 m                         |
| Diamètre                    | 2,44 m             | 2,44 m                    | 2,44 m                | 2,44 m                | 2,44 m                       | 2,44 m                         | 2,44 m                         |
| Masse au lancement          | 49,9 t             | 52,0 t                    | 53,1 t                | 53,0 t                | 51,8 t                       | 71,0 t                         | 85,1 t                         |
| Charge utile (orbite basse) | W-49               | 120 kg (40 kg ESC)        | 250 kg                | 150 kg                | 770 kg 300 kg orbite polaire | 1 500 kg 650 kg orbite polaire | 2 000 kg 750 kg orbite polaire |
| Étages                      | 1                  | 3                         | 2                     | 2                     | 3                            | 3                              | 3                              |
| 1er étage                   |                    |                           |                       |                       |                              |                                |                                |
| Moteur                      | Rocketdyne LR-79-7 | Rocketdyne LR-79-7        | Rocketdyne LR-79-7    | Rocketdyne LR-79-7    | Rocketdyne LR-79-7           | Rocketdyne LR-79-7             | Rocketdyne MB-3-3              |
| Poussée au décollage        | 667 kN             | 667 kN                    | 667 kN                | 667 kN                | 667 kN                       | 667 kN                         | 765 kN                         |
| Ergols                      | RP-1/LOX           | RP-1/LOX                  | RP-1/LOX              | RP-1/LOX              | RP-1/LOX                     | RP-1/LOX                       | RP-1/LOX                       |
| Durée de fonctionnement     | 165 s              | 165 s                     | 165 s                 | 164 s                 | 165 s                        | 165 s                          | 215 s                          |
| Masse au lancement/à vide   | 49,34 / 3,12 t     | 49,34 / 3,12 t            | 49,34 / 3,12 t        | 48,35 / 2,95 t        | 49,34 / 3,18 t               | 49,34 / 3,12 t                 | 71,51 / 3,72 t                 |
| Longueur                    | 18,4 m             | 18,4 m                    | 19,2 m                | 18,4 m                | 18,4 m                       | 18,4 m                         | 21,4 m                         |
| Diamètre                    | 2,44 m             | 2,44 m                    | 2,44 m                | 2,44 m                | 2,44 m                       | 2,44 m                         | 2,44 m                         |
| 2e étage                    |                    |                           |                       |                       |                              |                                |                                |
| Moteur                      |                    | Aerojet AJ-10             | Bell 8048             | Aerojet AJ-10-104     | Thiokol TE-M-364-2           | Bell 8081                      | Bell 8086                      |
| Poussée                     |                    | 34,3 kN                   | 68,95 kN              | 35,1 kN               | 44,5 kN                      | 71,2 kN                        | 71,2 kN                        |
| Ergols                      |                    | UDMH / Acide nitrique     | UDMH / Acide nitrique | UDMH / Acide nitrique | HTBP                         | UDMH / Acide nitrique          | UDMH / Acide nitrique          |
| Masse au lancement/à vide   |                    | 2,27 / 0,82 t             | 3,79 / 0,89 t         | 4,47 / 0,59 t         | 0,72 / 0,065 t               | 6,82 / 0,67 t                  | 6,82 / 0,67 t                  |
| Durée de fonctionnement     |                    | 115 s                     | 120 s                 | 296 s                 | 42 s                         | 240 s                          | 240 s                          |
| Longueur                    |                    | 6,57 m                    | 4,73 m                | 5,88 m                | 0,84 m                       | 7,09 m                         | 6,23 m                         |
| Diamètre                    |                    | 0,84 m                    | 1,52 m                | 1,40 m                | 0,84 m                       | 1,52 m                         | 1,52 m                         |
| 3e étage                    | 3e étage           | 3e étage                  | 3e étage              | 3e étage              | 3e étage                     | Propulseurs d'appoint          | Propulseurs d'appoint          |
| Moteurs                     |                    | Allegany Ballistics X-248 |                       |                       | Thiokol TE-M-442-1           | 3 x M-33-20-4                  | 3 x TX-354-5                   |
| Poussée                     |                    | 12,45 kN                  |                       |                       | 34,63 kN                     | 450,3 kN                       | 474 kN                         |
| Ergols                      |                    | Propergol solide          |                       |                       | Propergol solide             | Propergol solide               | Propergol solide               |
| Masse au lancement/à vide   |                    | 250/39 kg                 |                       |                       | 261/23 kg                    | 3850/535 kg                    | 4470/695 kg                    |
| Durée de fonctionnement     |                    | 38 s                      |                       |                       | 18 s                         | 37 s                           | 40 s                           |
| Longueur                    |                    | 1,55 m                    |                       |                       | 0,66 m                       | 5,72 m                         | 7,75 m                         |
| Diamètre                    |                    | 0,46 m                    |                       |                       | 0,66 m                       | 0,79 m                         | 0,79 m                         |